# Smaragdina vietnamensis
Smaragdina vietnamensis is een keversoort uit de familie bladkevers (Chrysomelidae). De wetenschappelijke naam van de soort werd in 1981 gepubliceerd door Kimoto & Gressitt.